# Cedar Breaks National Monument
Cedar Breaks ist ein National Monument im US-Bundesstaat Utah. Der kleine Park umfasst die bizarren Erosionsformen im Sandstein eines Hanges auf der Westseite des Markagunt-Plateaus. Er bildet das Gegenstück zum wesentlich bekannteren Bryce-Canyon-Nationalpark auf der Ostseite des benachbarten Paunsaugunt-Plateaus.

## Der Park
Der Park besteht aus zwei halbrunden Hangabbrüchen, deren Formen an Amphitheater erinnern und auch so genannt werden. Sie wurden in Jahrmillionen aus den Schichten der Pink Cliffs ausgewaschen. Die Erosionsformen umfassen Steinsäulen, -rippen und die Einschnitte zwischen ihnen. Das Niederschlagswasser aus den Canyons sammelt sich noch im Park im Ashdown Creek und fließt außerhalb des Parks durch die Ashdown Schlucht ab.
Die Farben des Gesteins stammen von einem hohen Eisen- und Mangangehalt in den Gesteinsschichten.
Die Lage des Parks im Hochgebirge auf 3150 Höhenmetern bedeutet für alle Tier- und Pflanzenarten, dass einem langen Winter nur ein kurzer Frühling und Sommer gegenübersteht. Ende Juni, Anfang Juli erlebt das Plateau eine intensive Blühperiode von Lupinen, Lerchensporn und verschiedenen Arten der Sommerwurzgewächse. Im Park leben Grannenkiefern, Engelmann-Fichten und an den feuchteren Standorten Espen. Die Tierwelt umfasst Maultierhirsche, Stachelschweine, Pfeifhasen und Taschenratten. Gelbbauchmurmeltiere sind häufig. Die auffälligsten Vögel sind Kiefernhäher.
Der Name des Parks beruht auf einer Verwechslung. Frühe Siedler hielten die häufigen Wacholder-Bäume für Lebensbäume, die auf Englisch in Anlehnung an Zedern als „red“ oder „white cedar“ bezeichnet werden, und nannten die steilen Hänge „breaks“ für Bruch oder Abbruch.

## Touristische Einrichtungen
Die einzige Straße im Park verläuft entlang der Kante des Plateaus, an ihr liegen mehrere Aussichtspunkte, von denen teilweise kurze Fußwege zu weiteren Standorten für spektakuläre Einsichten führen.
Aufgrund der Lage im Hochgebirge ist der Park nur zwischen Juni und September/Oktober für Besucher geöffnet. In diesen Monaten stehen ein kleines Besucherzentrum und ein Campingplatz zur Verfügung. Wegen der geringen Größe hat Cedar Breaks keine eigene Verwaltung, sondern wird vom Zion-Nationalpark betreut.
Anfang 2006 wurden Planungen bekannt, Cedar Breaks National Monument um die angrenzenden „Ashdown Gorge Wilderness“ und weitere kleine Gebiete zu erweitern und künftig als „Cedar Breaks National Park“ auszuweisen.

## Bilder

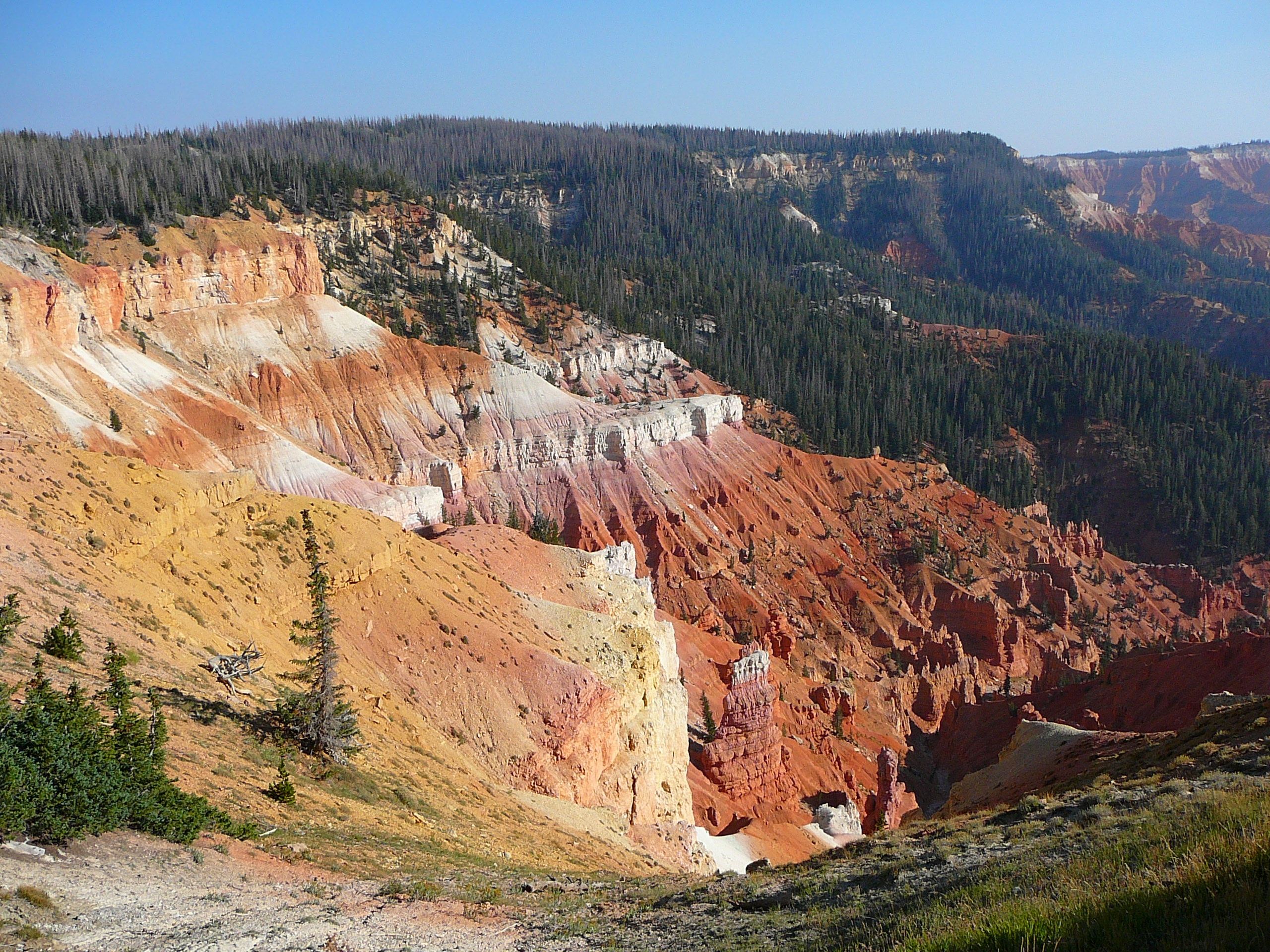
Blick in eines der "Amphitheater"
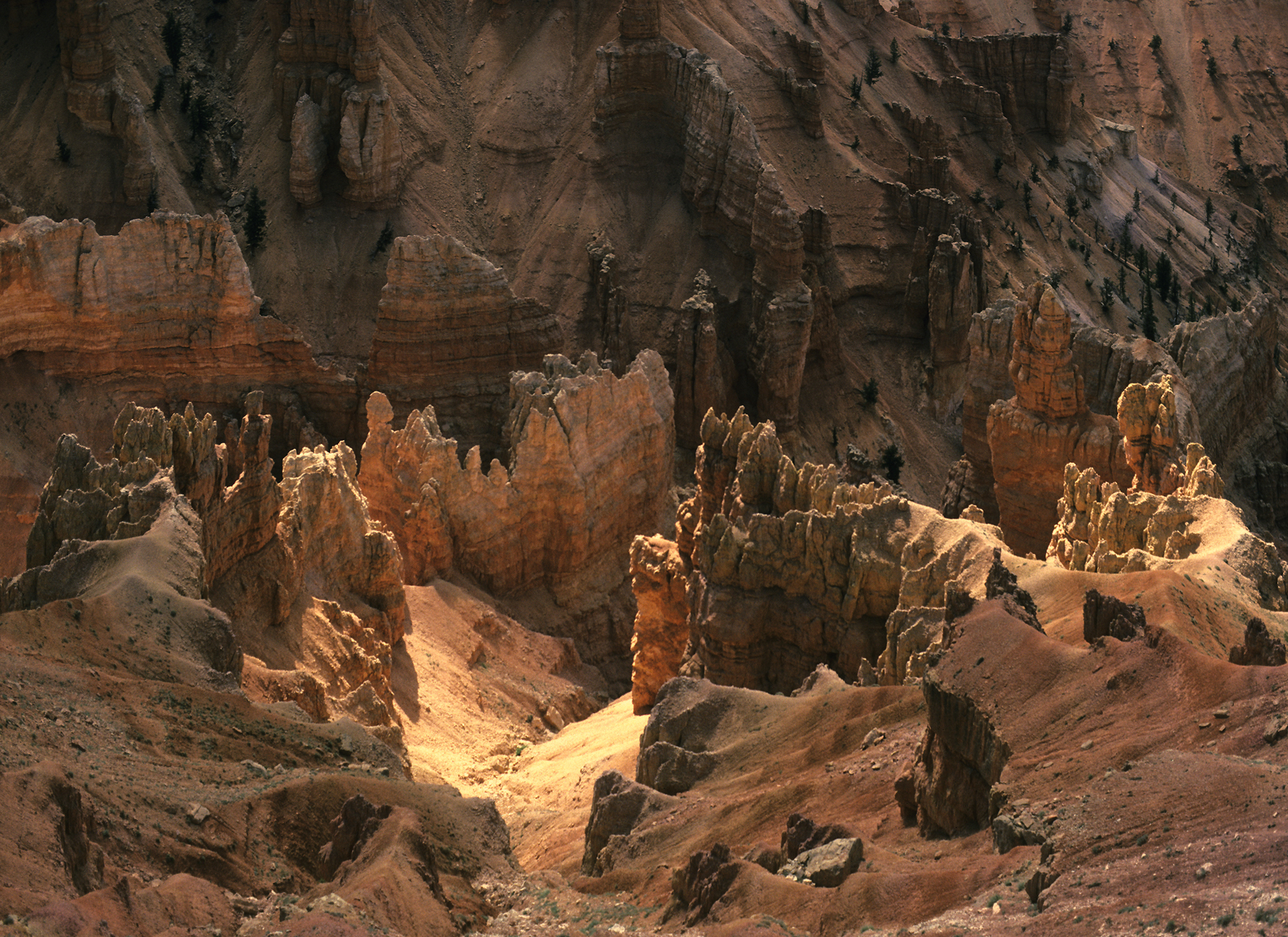
Eingang zu einer Schlucht mit Hoodoos im Cedar Breaks National Monument.